# Loxura atymnus
Loxura atymnus (Cramer, 1782) è un lepidottero diurno appartenente alla famiglia Lycaenidae, diffuso in Asia meridionale e nel sud-est asiatico.

## Descrizione

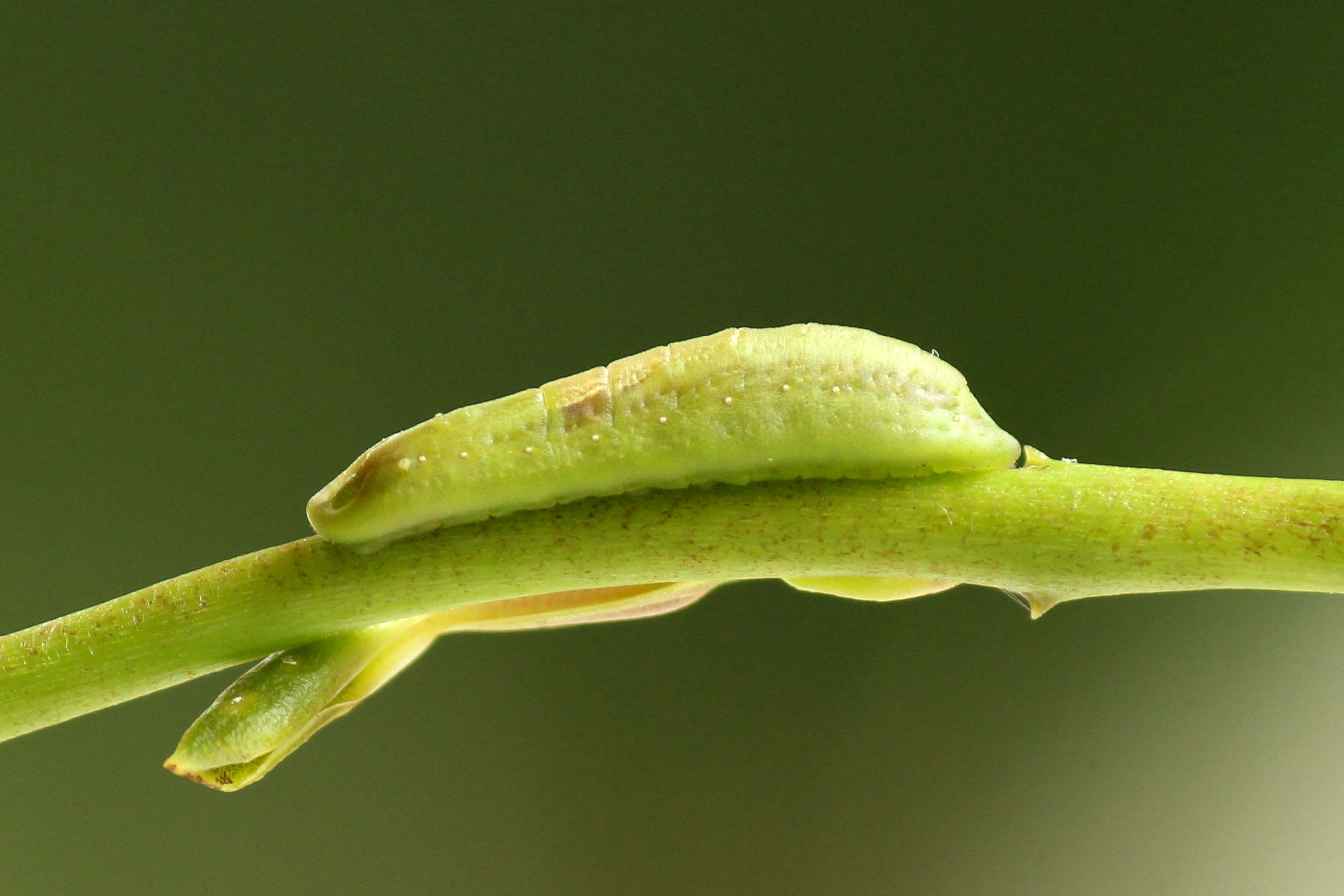
Larva
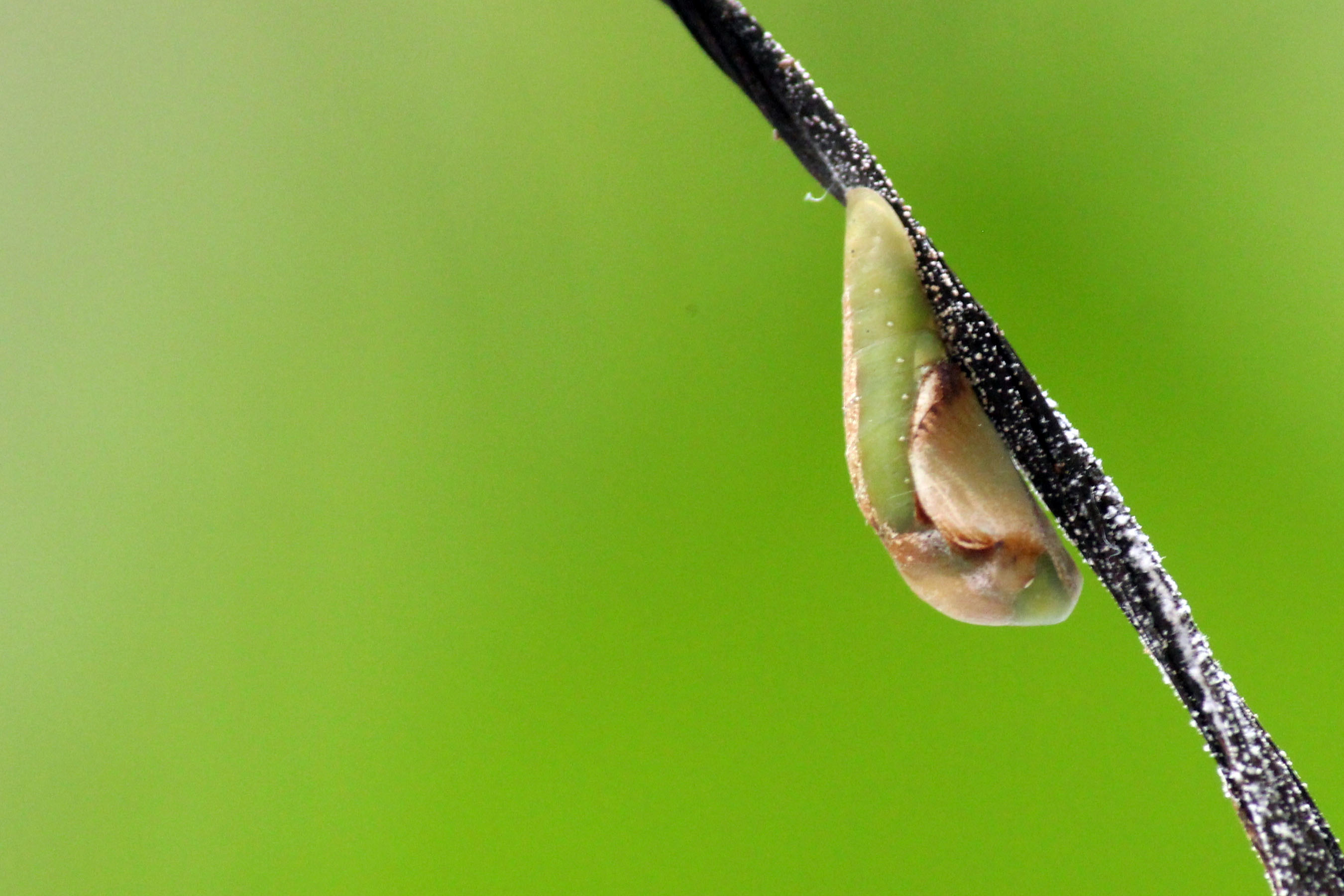
Pupa
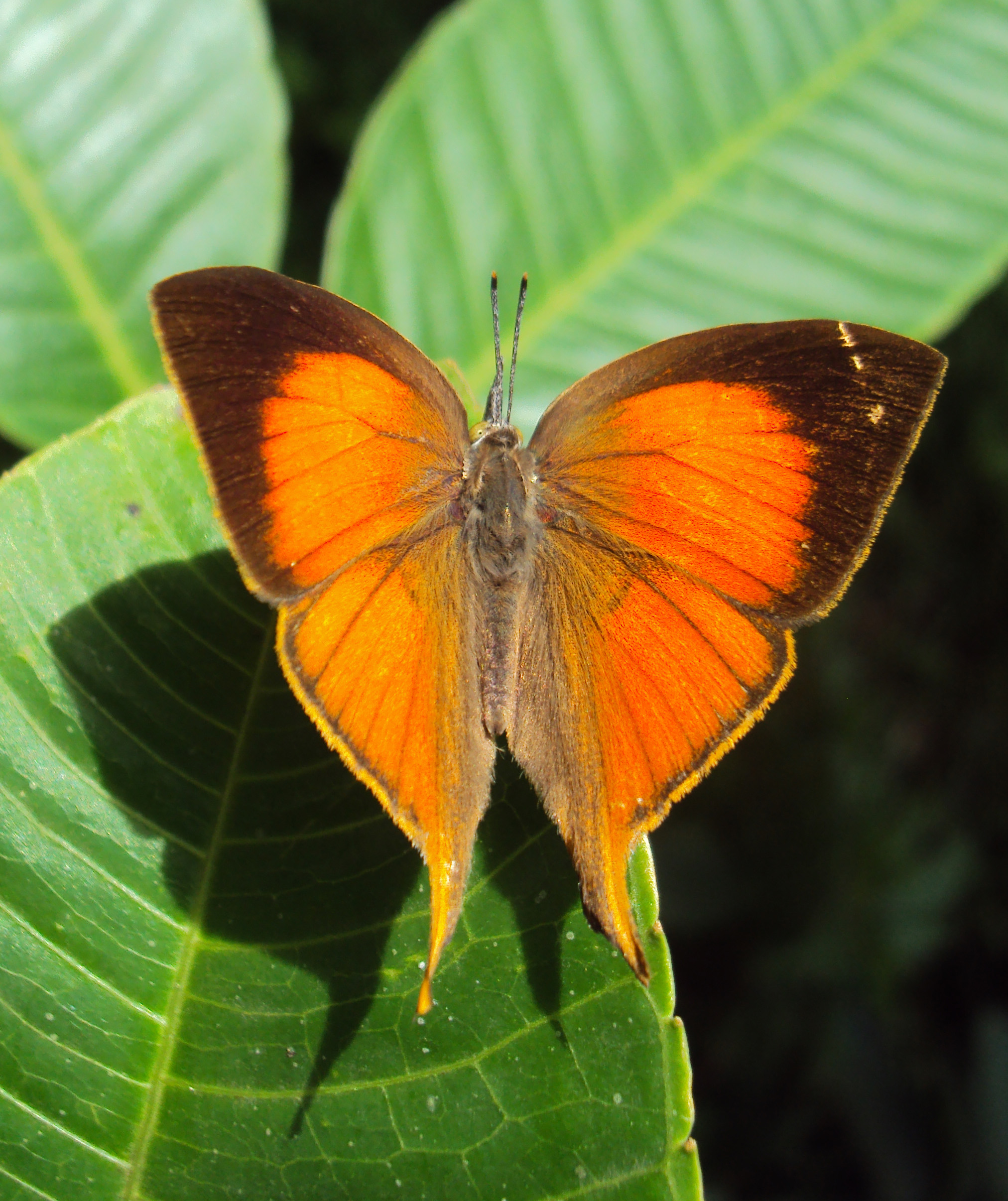
Vista dorsale
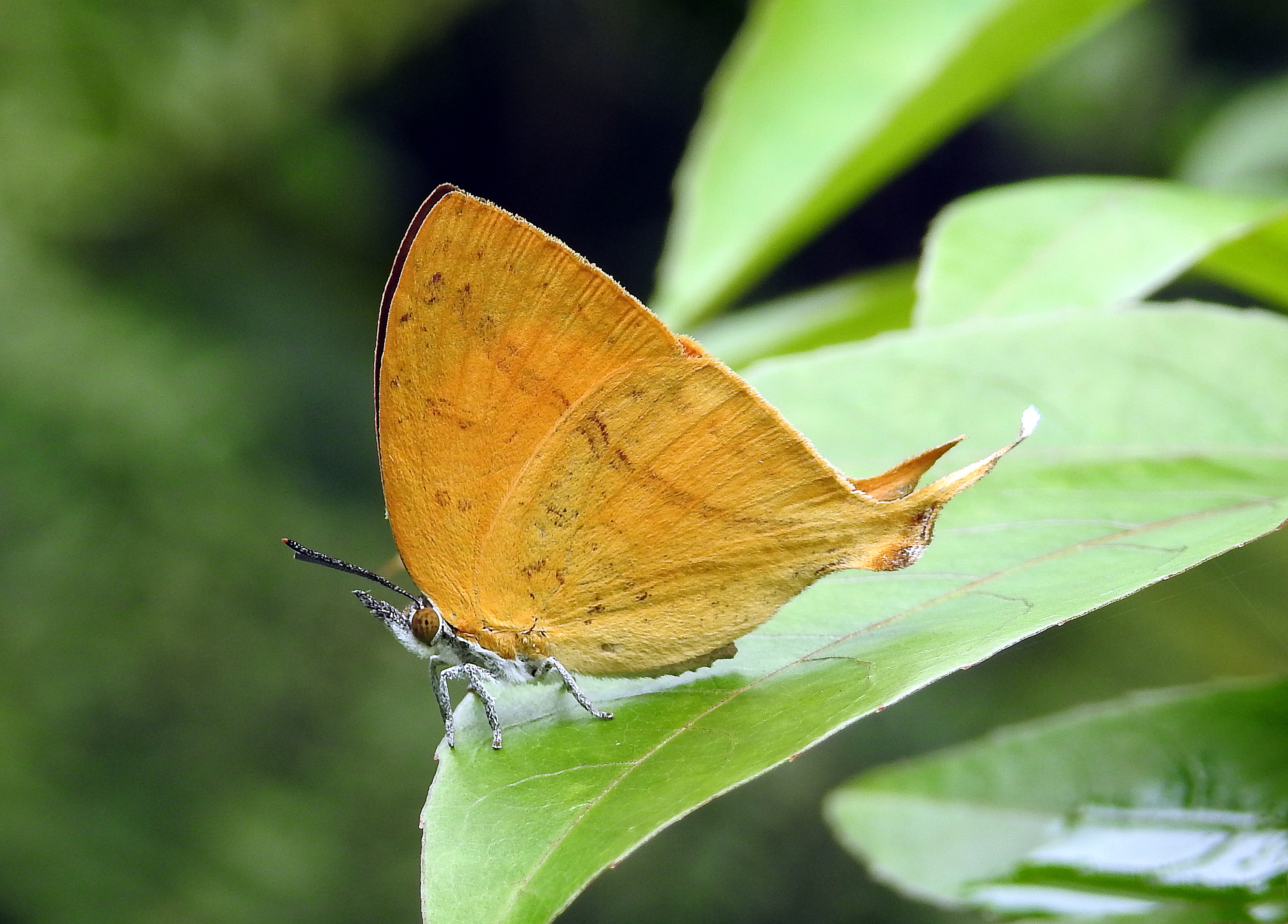
Vista laterale